# Schnee auf dem Kilimandscharo

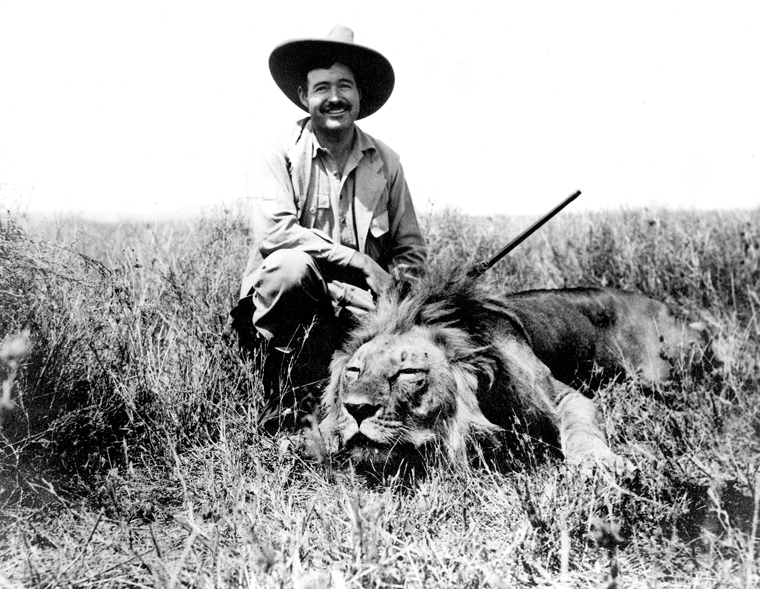
Hemingway auf Safari, 1934

Schnee auf dem Kilimandscharo ist eine Kurzgeschichte von Ernest Hemingway, die im August 1936 unter dem englischen Titel The Snows of Kilimanjaro im Esquire erstveröffentlicht und 1938 in die Sammlung The Fifth Column and the First Forty-nine Stories aufgenommen wurde. Die Erzählung ist seitdem mehrfach anthologisiert worden. Die einzig autorisierte Übertragung ins Deutsche stammt von Annemarie Horschitz-Horst und erschien zuerst 1949 zusammen mit weiteren Hemingway-Erzählungen parallel im Steinberg-Verlag Zürich und im Rowohlt-Verlag Hamburg. Allein die Rowohlt-Ausgaben erreichten von 1961 bis 1999 eine Auflagenhöhe von insgesamt 359.000 Exemplaren.
1952 wurde die Geschichte von Henry King verfilmt. Mit Gregory Peck, Susan Hayward, Ava Gardner und Hildegard Knef in den Hauptrollen wurde der Film ein Hollywood-Klassiker (siehe Schnee am Kilimandscharo). 1997 erschien ein von Otto Sander gelesenes Hörbuch.

## Handlung und Interpretation
Die Kurzgeschichte handelt von dem Schriftsteller Harry, der in der ostafrikanischen Wildnis im Sterben liegt.
Zwei Wochen schon sitzt Harry mit seiner Frau Helen und zwei Bediensteten fernab jeder Siedlung fest. Auf der Fotosafari hat er sich das rechte Knie an einem Dorn geritzt und die Kleinigkeit nicht sofort fachgerecht behandelt. Nun kriecht der Wundbrand das Bein hinauf. Außerdem ist das Auto defekt. Das Flugzeug aus Arusha wäre die Rettung. Die Bediensteten bereiten eine Behelfspiste vor. Helen – die nette, liebende Frau, die nie Scherereien macht – pflegt Harry, versucht ihn nach Kräften aufzuheitern und geht hin und wieder auf die Jagd.
Harry liegt im Sterben und lässt jene Themen Revue passieren, die ihm so wertvoll waren, dass er ihre Niederschrift immer wieder hinauszögerte: Die Kriegserlebnisse auf dem Balkan und in Norditalien, sein Leben im geliebten Paris, in den Alpen, im Schwarzwald und natürlich in seiner nordamerikanischen Heimat. Zum Schreiben bleibt nun kaum noch Zeit. Harrys Bein ist bis zum Oberschenkel vergiftet. Der Schriftsteller ist sich nicht sicher, ob der im Kopf verwahrte Bilderwust so blitzschnell in akzeptabler Form aufschreibbar ist. Eigentlich, so erkennt Harry, seien die auf Eis gelegten kostbaren Themen ein bloßer Vorwand, bloße Augenwischerei. Er hätte einfach beständig schreiben müssen, als es noch Zeit war. Über das Leben armer, aber interessanter Menschen. Stattdessen habe er das bequeme Leben an der Seite der reichen Witwe Helen vorgezogen. Seine Frustration darüber wird in den Gesprächen mit Helen immer wieder deutlich und gipfelt in dem Ausspruch: „Liebe ist'n Misthaufen, […] und ich bin der Hahn, der draufsteigt und kräht.“
Als Harry den Tod nahen fühlt, bittet er Helen, ihn die Nacht im Freien verbringen zu lassen, sodass er unter freiem Himmel sterben kann. Doch Helen, die seinen Tod nicht wahrhaben will, lässt ihn gegen seinen ausdrücklichen Wunsch ins Zelt schaffen. Im Sterben hat Harry eine Vision: Das rettende Flugzeug landet auf der Behelfspiste, nimmt ihn auf und startet zum Rückflug. Die Amputation des Beins erscheint im Bereich des Möglichen. Doch da dreht der Pilot ab und nimmt Kurs auf den Kilimandscharo. Dorthin, in die unermessliche weiße Weite, führt Harrys Weg, dort in Gipfelnähe, wo er das Gerippe eines Leoparden entdeckt, der sich hier einst im Schnee verlief und erfror, liegt Harrys Reiseziel. Was wollte das Tier in dieser Höhe? Und was sucht der Mensch da oben? Harrys Fiebervision endet mit seinem Tod, und erst jetzt wird auch Helen klar, dass Harry wirklich im Sterben lag.

## Persönliche Lebenskrise
In seiner Kurzgeschichte schreibt sich Hemingway auch den persönlichen Kummer von der Seele. Er ist der Ehe mit seiner zweiten Ehefrau, der wohlhabenden Pauline Pfeiffer, überdrüssig. Die Streitereien zwischen Harry und Helen wirken im Ergebnis wie die Aufforderung an ihn selbst, sein Leben nicht zu vergeuden. Der Abenteurer möchte dem Familienleben in Key West mit Pauline und den beiden Söhnen entfliehen. 1936 geht er nach Spanien, um über den Bürgerkrieg zu berichten. Dort bändelt er mit seiner späteren dritten Ehefrau Martha Gellhorn an.

## Symbolik und Bedeutung der Eingangspassage
Die Kurzgeschichte beginnt mit einem rätselhaften, im Originaltext kursiv gesetzten Einleitungsabschnitt, dessen Bedeutung sich erst im Zusammenhang mit der gesamten Geschichte erschließen lässt: „Kilimanjaro is a snow-covered mountain 19,710 feet high, and it is said to be the highest mountain in Africa. Its western summit is called the Masai ’Ngàje Ngài‘, the House of God. Close to the western summit there is the dried and frozen carcas of a leopard. No one has explained what the leopard was seeking at that altitude.“ (dt.: „Der Kilimandscharo ist ein schneebedeckter Berg von 6000 Meter Höhe und gilt als der höchste Berg von Afrika. Der westliche Gipfel heißt ’Ngàje Ngài‘, das Haus Gottes. Dicht unter dem westlichen Gipfel liegt das ausgedörrte und gefrorene Gerippe eines Leoparden. Niemand weiß, was der Leopard in jener Höhe suchte.“).
Hemingway selber liefert zugleich einen „Erklärungsversuch“, was der Leopard in dieser Höhe suchte. Er suchte „das Haus Gottes“, d. h. die Unsterblichkeit. Es gelang ihm jedoch nicht, den Gipfel ganz zu erreichen; bei dem Versuch hinaufzukommen scheiterte er und kam um. Sein Gerippe ist ausgedörrt und gefroren. Der renommierte Hemingway-Interpret Philip Young deutet diese einleitende Passage dahin gehend, dass der Leopard bei dem Versuch starb, „seine Seele zu retten, wie dies alle tun müssen, die dies versuchen“. In der Höhe und bei den dort herrschenden Temperaturen bleibt der Leopard jedoch „ewig“. Er kann nicht „verderben“ und deutet derart auf den vollkommenen Gegensatz zu dem Protagonisten der Geschichte, der mit seinem von Wundbrand befallenen Bein nicht nur „sehr sterblich ist und schnell in der Hitze der Niederung dahinsiecht.“
Harry ist jedoch Schriftsteller, und wenn es ihm gelingt, etwas ganz „klar und rein“ auszudrücken, wenn es „sauber genug“ geschrieben ist, dann ist das Geschriebene „gefroren“ und kann nicht verderben; der Schriftsteller wird damit zugleich unsterblich. Am Ende der Erzählung träumt der Protagonist von der Ankunft des rettenden Flugzeugs und erhebt sich in seinem Traum mit dem Piloten in die Luft. Von dort sieht er, „großartig, hoch und unvorstellbar weiß in der Sonne […] den flachen Gipfel des Kilimandscharo und dann wußte er, dorthin war es, wohin er ging.“ (im Originaltext: „great, high, and unbelievably white in the sun […] the square top of Kilimanjaro. And then he knew that there was where he was going.“) Genau an dieser Stelle verlässt der Autor in der Erzählung seinen Helden, der die „größeren Dinge, die er selbst zu vollbringen hofft, nicht erreichen konnte.“ Der Protagonist der Geschichte bleibt zurück unter dem Moskitonetz bei der Frau, „die in gewisser Weise Symbol ist für alle die Dinge, die ihn verderben“. Er hinterlässt nur „die Hülle seiner befleckten Haut“; sein Bein hatte er, wie es in der Geschichte heißt, hinausgezwängt „und es hing am Lager herunter. Der Verband war vollständig abgegangen, und sie konnte nicht hinsehen“. (im Originaltext: „[…] somehow he had gotten his leg out and it hung down alongside the cot. The dressing had all come down and she could not look at it.“)
Den gefrorenen Leoparden hat es tatsächlich gegeben. Dieser wurde 1926 von dem wolgadeutschen Missionar und Bergsteiger Richard Reusch bei seiner ersten Besteigung des Kilimandscharo entdeckt. Reusch dokumentierte seinen Fund durch Fotografien und indem er ein abgeschnittenes Ohr des Leoparden mitnahm und als Andenken und Nachweis behielt. Einige Jahre später wurde der Leopard von Unbekannten entfernt.

## Literarische Vorbilder
Der ungewöhnliche Aufbau dieser Erzählung Hemingways, die in der Literaturkritik erzähltechnisch zu seinen besten Werken gerechnet wird, geht zurück auf eine Vorlage von Ambrose Bierce, dessen 1891 entstandene Kurzgeschichte An Occurrence at Owl Creek Bridge ebenfalls von einem Mann handelt, der im Sterben seine eigene Rettung in der Einbildung so lebendig und realistisch erlebt, dass der Leser den täuschenden Eindruck gewinnt, die Rettung finde tatsächlich statt. Beide Erzählungen beginnen mit der Situation des herannahenden Todes, blenden sodann zurück, um zu schildern, wie es dazu kam, blenden danach vor mit der imaginären Rettung, um schließlich schockartig mit der objektiven Feststellung zu enden, dass der Tod real eingetreten ist.
Der Symbolgehalt der Geschichte speist sich aus einer Reihe weiterer Quellen, wie der Literaturwissenschafter Timo Müller erläutert. Die Bezeichnung des Kilimanjaro als "Haus Gottes" verweist auf den griechischen Olymp und damit auf die transkulturelle Reichweite der Geschichte, aber auch auf Harrys vergeblichen Wunsch des Aufstiegs in den Olymp der Schriftsteller. Der Leopard ist in gängigen Übersetzungen das erste der drei Tiere, die sich Dante in den Weg stellen, als er sich zu Beginn des Inferno an den Aufstieg aus dem „finsteren Wald“ macht. Bei Dante wie bei Hemingway steht er für die Wollust, die erste der höllischen Sünden. Der Gipfelflug am Ende der Geschichte ist mit biblischen Motiven durchsetzt. So durchquert das Flugzeug zunächst einen Heuschreckenschwarm, der biblisch nicht nur an die gottgesandte Plage erinnert, sondern auch an die dadurch verlorenen Jahre (Joel 2 : 25), Zudem spielt die Szene auf die Himmelfahrt des Propheten Elia an (2. Könige 2 : 11), die im englischen Sprachraum durch den Gospelsong Swing Low, Sweet Chariot bekannt ist.

## Buch- und Audioausgaben
Buchausgaben
- Ernest Hemingway: Schnee auf dem Kilimandscharo. Aus dem Amerikanischen von Annemarie Horschitz-Horst. Rowohlt, Reinbek bei Hamburg 1952, DNB 451947789.
- Ernest Hemingway: Schnee auf dem Kilimandscharo. 6 Stories. Aus dem Amerikanischen von Annemarie Horschitz-Horst. (= Rowohlt Taschenbuch 22604). 9. Auflage. 1999, ISBN 3-499-22604-9.
- Ernest Hemingway: Die Hauptstadt der Welt. Erzählungen. (= Rowohlt Taschenbuch 22975). 2001, ISBN 3-499-22975-7.
- Ernest Hemingway: Schnee auf dem Kilimandscharo. Storys. Aus dem Englischen von Werner Schmitz. 1. Auflage, Juli 2015, ISBN 3 498 03018 3.

Lesung
- Ernest Hemingway: Schnee auf dem Kilimandscharo. gesprochen von Otto Sander. Verlag Audiobuch, 1997, 1998, ISBN 3-9804371-4-0 (Kassette), ISBN 3-933199-04-2 (CD).

Hörspiel
- Ernest Hemingway: Schnee auf dem Kilimandscharo. in der Bearbeitung von Rudolf Eckehard, Regie: Otto Düben. Mit: Peter Lieck, Rosemarie Fendel und Siegfried Wischnewski. Prod.: SDR, 1977. (Veröffentlichung: Der Audio Verlag, 2006, ISBN 3-89813-576-4)

## Weitere Hörspiele
- 1948: Der Schnee vom Kilimandscharo – Produktion: RIAS – Regie: Nicht bekannt, mit Walter Franck
- 1950: Der Schnee vom Kilimandscharo – Produktion: BR – Regie: Heinz-Günter Stamm, mit Gert Westphal, Dagmar Altrichter, Wolfgang Dohnberg, Wolfgang Engels,
- 1952: Der Schnee vom Kilimandscharo – Produktion: Radio Saarbrücken – Regie: Wilm ten Haaf, mit Brigitte Dryander, Gert Tellkampf, Gerd Grellmann, Helmut Schmid, Wolfgang Schenck
- 1956: Schnee auf dem Kilimandscharo – Produktion: BR – Regie: Heinz-Günter Stamm, mit Richard Münch, Hilde Krahl, Fritz Rasp, Klaus W. Krause, Gert Westphal
- 1971: Schnee auf dem Kilimandscharo – Produktion: ORF Oberösterreich – Regie: Ferry Bauer, mit Herbert Ecker, Lia Sindelar, Klausjürgen Wussow, Oskar Kölblinger, Gottfried Pfeiffer, Susanne Schönwiese

## Sekundärliteratur
- Baker, Carlos: Hemingway - The Writer as Artist. 4. Auflage. Princeton: Princeton University Press, 1972.
- Müller, Timo: Ernest Hemingway, Schnee auf dem Kilimandscharo / The Snows of Kilimanjaro. In Große Werke der Literatur XIV, hg. von Günter Butzer und Hubert Zapf. Tübingen: Narr, 2017. S. 157–72.
- Young, Phillip: Ernest Hemingway. Übersetzt von Hans Dietrich Berendt. Düsseldorf: Diedrichs Verlag, 1954.